# Aquarium public de Bruxelles
L'Aquarium de Bruxelles est un ancien centre d'aquariologie situé avenue Émile Bossaert à Koekelberg en région bruxelloise. Il a été ouvert de 2005 à 2018.

## Histoire
Inauguré en septembre 2005, l'aquarium est un outil de recherche et d'enseignement grâce à une reconstitution fidèle des milieux aquatiques. Axé principalement sur une démarche pédagogique et de sensibilisation à la préservation de la biodiversité, il ne présente pas d'espèce à sensation tels que les requins.
L'aquarium de Bruxelles est agréé parc zoologique par le ministère de la Santé publique (n° : ZP21015).
Il s'agit du deuxième Aquarium de Bruxelles. Le premier avait vu le jour en 1906 près du Bois de la Cambre et portait le nom d'Aquarium et Musée de pisciculture de Bruxelles, mais avait fermé ses portes peu avant la Seconde Guerre mondiale et avait disparu par la suite,.
Cette seconde tentative d'implanter un aquarium public à Bruxelles a pris fin le 8 janvier 2018, faute de reprise par les autorités publiques, après le départ de ses deux fondateurs, Les animaux présents dans l'aquarium ont été répartis dans d'autres aquariums ou zoos en Europe,.

## Faune aquatique
Parmi la faune présentée à l'aquarium public de Bruxelles de 2005 à 2018, figuraient de nombreux poissons d'eau douce, d'eau saumâtre, des invertébrés, mais également de nombreux amphibiens.

Quelques espèces présentées à l'aquarium (liste non exhaustive) :
- carpe koï
- oursin domestique (Tripneustes gratilla)
- crevette grise (Crangon crangon)
- plusieurs représentants de l'espèce des Haplochromis de la famille des cichlidés
- arc-en-ciel de Boeseman (Melanotaenia boesemani)
- des poissons d'eau douce de Madagascar, tel le Pachypanchax sakaramyi
- Maylandia estherae du Malawi
- barbus cerise (Puntius titteya)
- barbus rubis noir (Puntius nigrofasciatus)
- Epipedobates tricolor
- rainette jaguar (Dendrobates leucomelas)
- petit crapaud sonneur à ventre de feu (Bombina orientalis)
- triton à points rouges (Notophthalmus viridescens)
- Psammechinus miliaris
- plie commune (Pleuronectes platessa)
- vairon (Phoxinus phoxinus)
- anémone magnifique (Heteractis magnifica)
- poisson-clown à trois bandes (Amphiprion ocellaris), rendu célèbre par le Monde de Nemo
- Calcinus elegans
- Diadema setosum
- carpe commune (Cyprinus carpio)
- périophthalme des mangroves (Periophthalmus)
- Thorichthys aureus
- poisson-hachette (Carnegiella strigata)
- Neolamprologus brichardi
- Fundulopanchax scheeli
- lPterophyllum peru
- Anostomus anostomus
- baliste picasso clair (Rhinecanthus aculeatus)
- gobie de Hong Kong (Rhinogobius duospilus)
- loche-clown (Chromobotia macracanthus)
- discus commun (Symphysodon aequifasciatus)

## Galerie

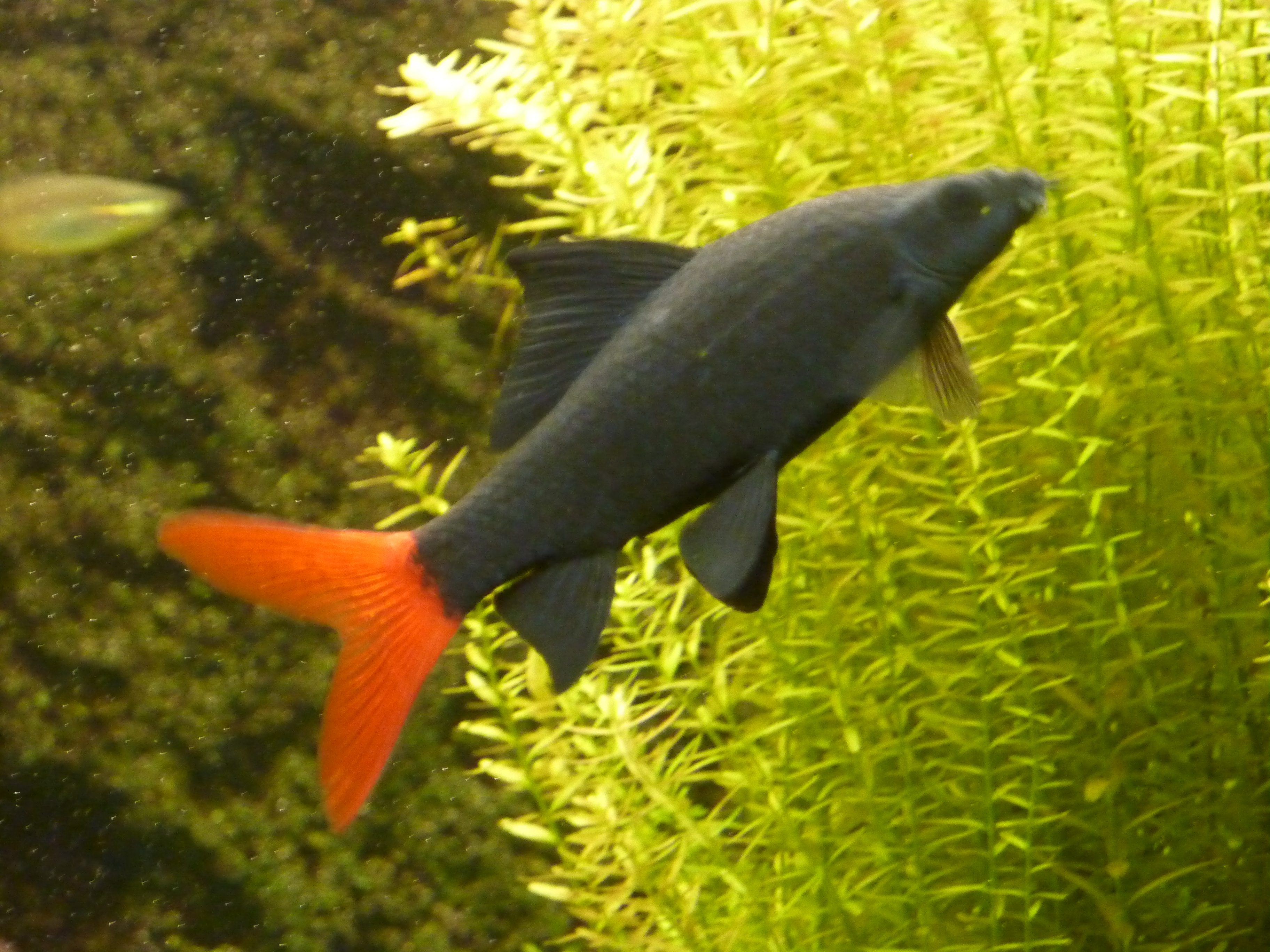
Epalzeorhynchos bicolor.
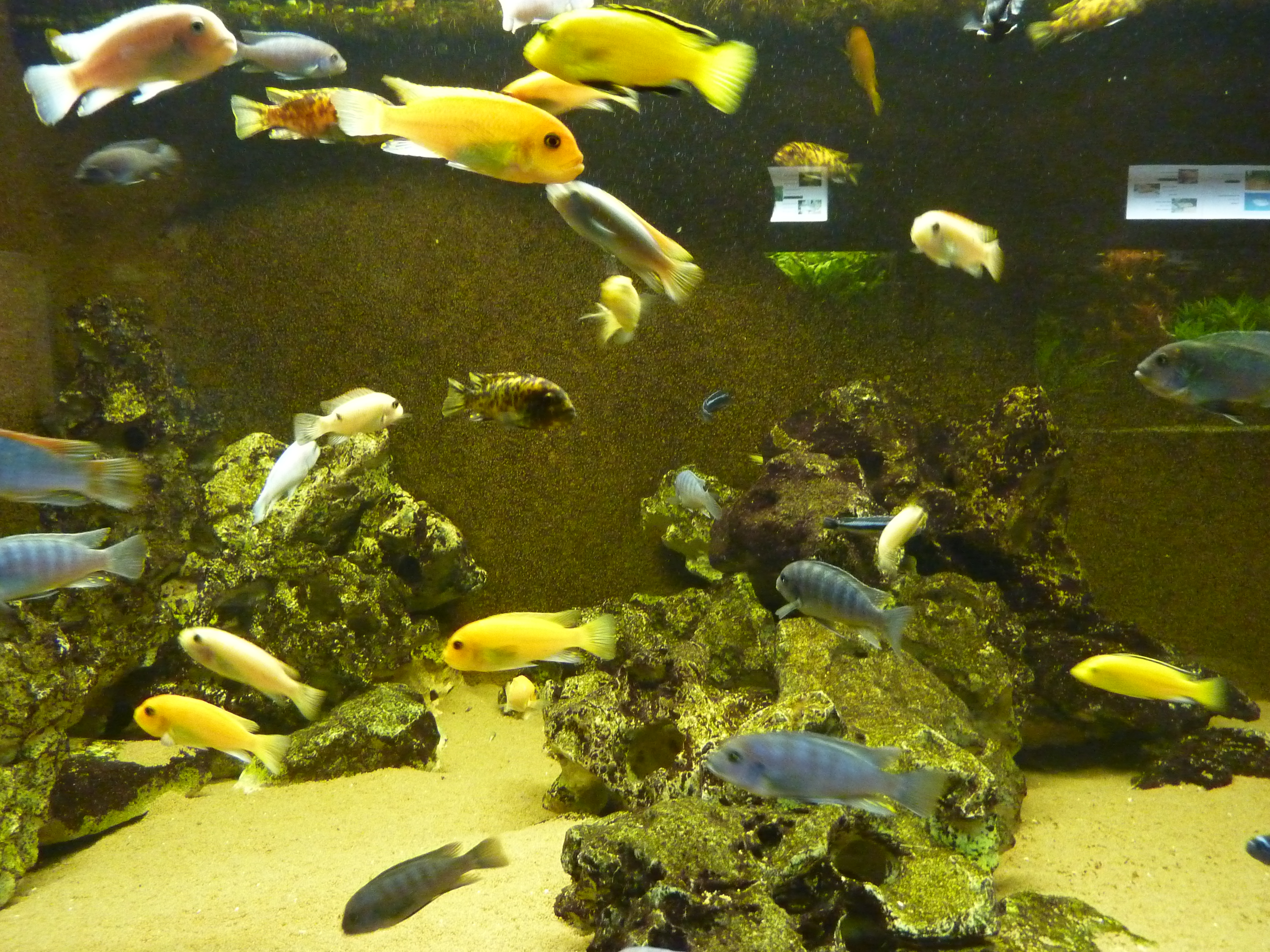
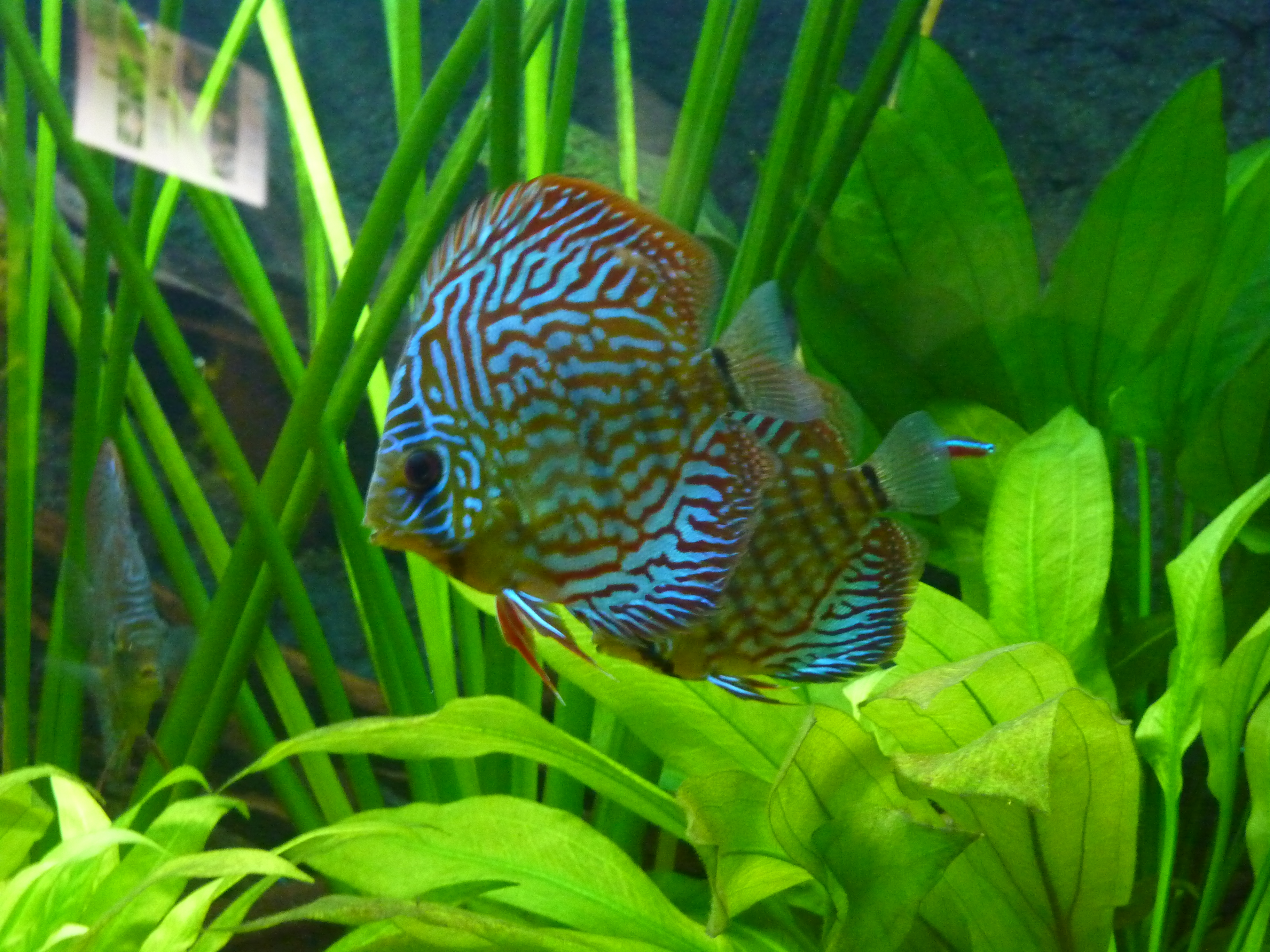
Symphysodon aequifasciatus.
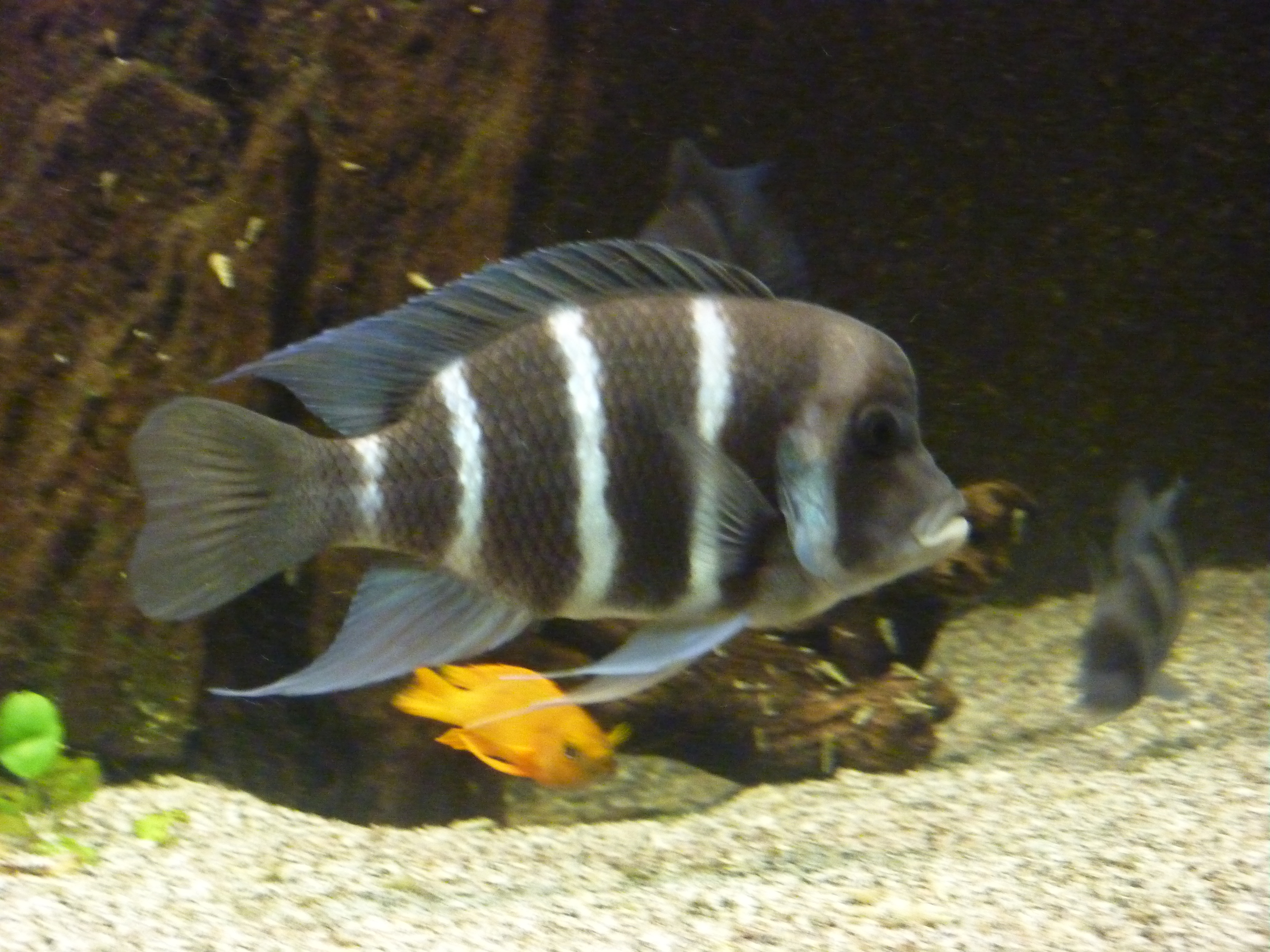
Cyphotilapia frontosa.